# 宮入近治
宮入 近治（みやいり ちかじ、1896年12月21日 - 1963年6月24日）は日本の実業家、生物学者。
長野県埴科郡五加村（現千曲市）生まれ。旧制上田中学（長野県上田高等学校）を経て1921年千葉医学専門学校卒業。1933年、改組後の千葉医科大学衛生学教室に入り、腸内菌の研究に携わる。1935年、「水素イオン濃度の腸内菌に及ぼす影響」で医学博士。1940年研究中に、腐敗菌に対して強力な拮抗現象を示す芽胞菌を発見し、これを「宮入菌」と命名し、整腸剤ミヤリサンの製薬特許を受ける。1947年ミヤリサン製薬を設立し、初代社長に就任する。1959年「整腸剤の製造法」について社団法人発明協会から発明賞を受賞。